# Isoglossa parvifolia
Isoglossa parvifolia är en akantusväxtart som beskrevs av Alfred Barton Rendle. Isoglossa parvifolia ingår i släktet Isoglossa och familjen akantusväxter. Inga underarter finns listade i Catalogue of Life.